# Cadilhac de Seron
Cadilhac (en francès Cadillac) és un municipi francès situat al departament de la Gironda i a la regió de la Nova Aquitània.

## Demografia
| 1962                                       | 1968  | 1975  | 1982  | 1990  | 1999  | 2007  |
| ------------------------------------------ | ----- | ----- | ----- | ----- | ----- | ----- |
| 3.204                                      | 3.478 | 3.340 | 2.961 | 2.582 | 2.365 | 2.435 |
| Des de 1962: població sense dobles comptes |       |       |       |       |       |       |

## Administració
| Període | Identitat                      | Partit |
| ------- | ------------------------------ | ------ |
| 2001-   | Hervé Le Taillandier de Gabory | PS     |

## Agermanaments
- Canet de Mar